# Poire de fisée
Espèce
Classification phylogénétique
La poire de Fisée est une spécialité normande, une curiosité du pays de Bray normand et picard, appelée poire de fusée au nord-ouest du Beauvaisis. 

## Synonymes
Poire de Fusée rouge, Fizet, Fisée, Fizée, Frizé, Fuzé.
À la fin du dix-neuvième siècle, la Société pomologique de France la nomme Certeau d'automne ou Rouge de Monteuil, Petit Certeau, Bellissime d’Automne et Vermillon.

## Origine
Pour les spécialistes en pomologie, la Poire de Fisée serait la Fusée d’Automne, une variété ancienne, originaire de Haute-Saxe, mentionnée en France pour la première fois, en 1628, dans le Catalogue des arbres cultivez dans le verger, rédigé par Le Lectier, procureur du roi Louis XIII à Orléans.
Devenu rare, l'arbre est traditionnellement cultivé dans le nord du département de Seine-Maritime, dans une partie du pays de Bray et aussi en Picardie. Son nom pourrait venir de sa forme ressemblant à celle du fuseau utilisé autrefois pour filer la laine. 
A.G. de Fresnay écrit dans son livre Le Patois Normand en usage dans le Pays de Caux, et particulièrement dans l’arrondissement de Dieppe, en date de 1881, que Fisée est la forme dialectale normande de Fusée.

## Description

### Arbre
Il peut monter à 10-15 mètres et a des rameaux érigés. Le tronc est craquelé. Les feuilles sont grises au-dessous, duveteuses. C'est un arbre non-épineux.

### Fruit
Cette petite poire ressemble à une fusée, ce qui pourrait expliquer son appellation.
Il existe une variété blanche, plus rare, et une variété rouge. Comme son nom l'indique, la variété « Double Fisée » donne des fruits plus gros.
Fruit oblong, peau légèrement rude de couleur jaune-verdâtre, avec petits points gris, pouvant virer au rouge.
Poire dont la chair est dure, blanche mais devient rougeâtre à la cuisson.
Sa conservation se révèle de faible durée.

## Utilisations

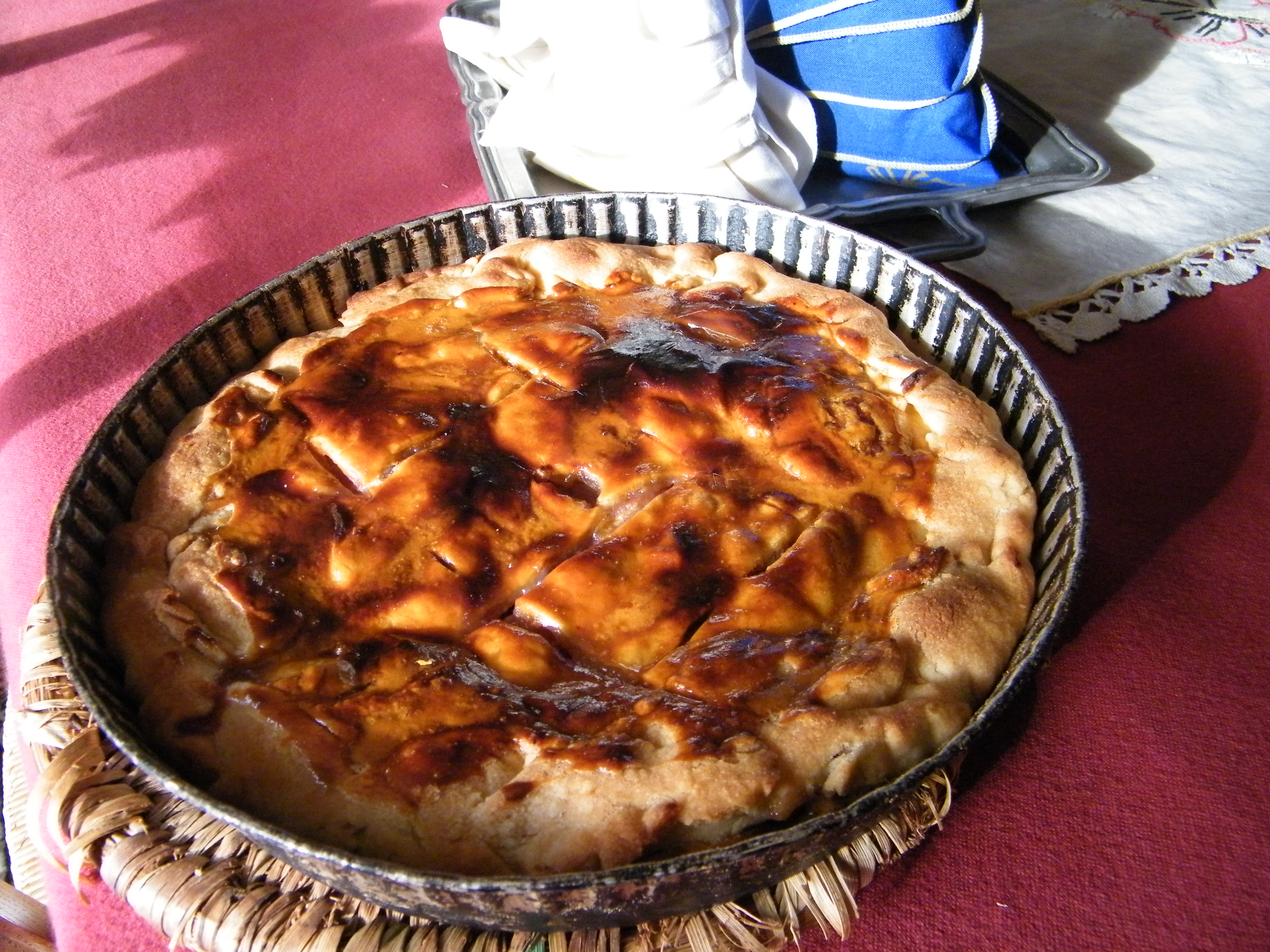
Pâté de poires de Fisée.

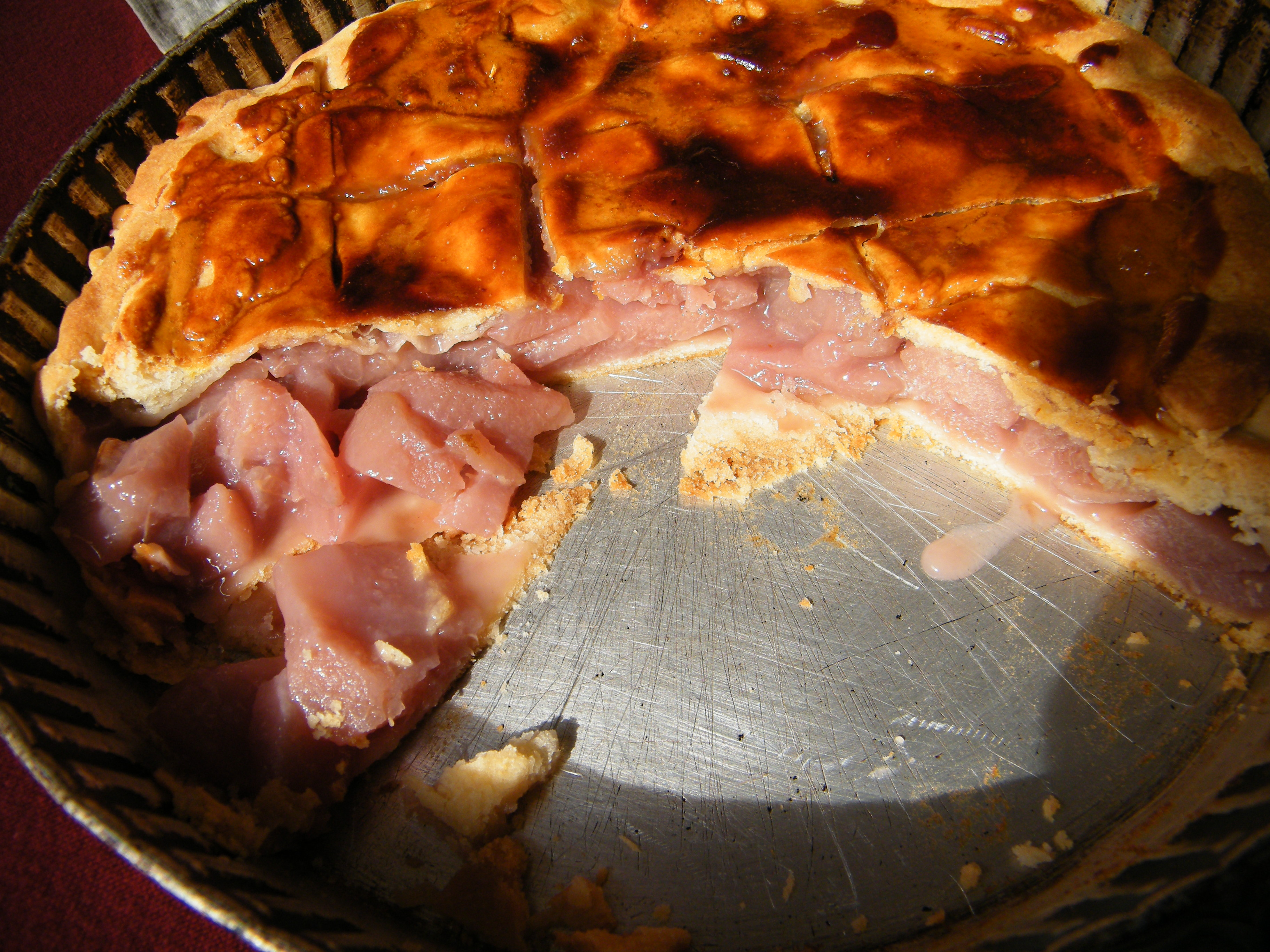
Poires cuites au vin rouge ou rosé.

La poire n'est consommable que cuite, c'est une petite poire dure qui devient naturellement rougeâtre lors de la cuisson. 
Le pâté de poires de Fisée est dégusté à la Toussaint, date à laquelle on voit le fruit apparaître, en petit nombre, sur les marchés. 
Ce fruit est également utilisé pour la fabrication du poiré.
Le fruit convient aussi pour la confection de poires tapées, de compotes et de confitures.